# Ghislain Lantoine-Harduin
Pour les articles homonymes, voir Lantoine et Harduin.
Ghislain Lantoine-Harduin est un homme politique français né le 24 décembre 1791 à Arras (Pas-de-Calais) et décédé le 25 janvier 1851 à Arras.
Propriétaire et brasseur à Arras, il est premier adjoint au maire, président de la chambre de commerce et conseiller général. Opposant à la Monarchie de Juillet, il est député du Pas-de-Calais de 1848 à 1849, siégeant à droite.

## Sources
- « Ghislain Lantoine-Harduin », dans Adolphe Robert et Gaston Cougny, Dictionnaire des parlementaires français, Edgar Bourloton, 1889-1891 [détail de l’édition]